# Marianne Lindstén
Marianne Charlotte Lindstén, född 6 oktober 1909 i Mora, Kopparbergs län, död 1979 i Lycksele, blev Sveriges första kvinnliga provinsialläkare (det som idag kallas distriktsläkare) i Vilhelmina 1946.[källa behövs]
Lindstén avlade studentexamen i Landskrona 1927, medicine kandidat 1930 och medicine licentiat 1936 vid Lunds universitet. Hon var tillförordnad underläkare vid tuberkulossjukhuset i Örnsköldsvik fyra månader 1936, e.o. amanuens vid psykiatriska kliniken i Lund tre månader 1936–1937, t.f. 2:e underläkare vid Landskrona lasarett tio månader 1937 och två månader 1938, assistentläkare vid barnsjukhuset i Lund tre månader 1938, e.o. amanuens där två månader 1938, t.f. underläkare vid Karlshamns lasarett augusti–oktober 1938 och blev 2:e underläkare vid Gällivare lasarett i mars 1939.
Marianne Lindstén blev kvar i Vilhelmina till 1955 då hon fick en provinsialläkartjänst i Lycksele som hon innehade till fram till sin pensionering år 1972.
Hon var gift med häradshövdingen Erik Thomasson. Makarna är begravda på Gamla kyrkogården i Lycksele.